# Edgar Hoppe

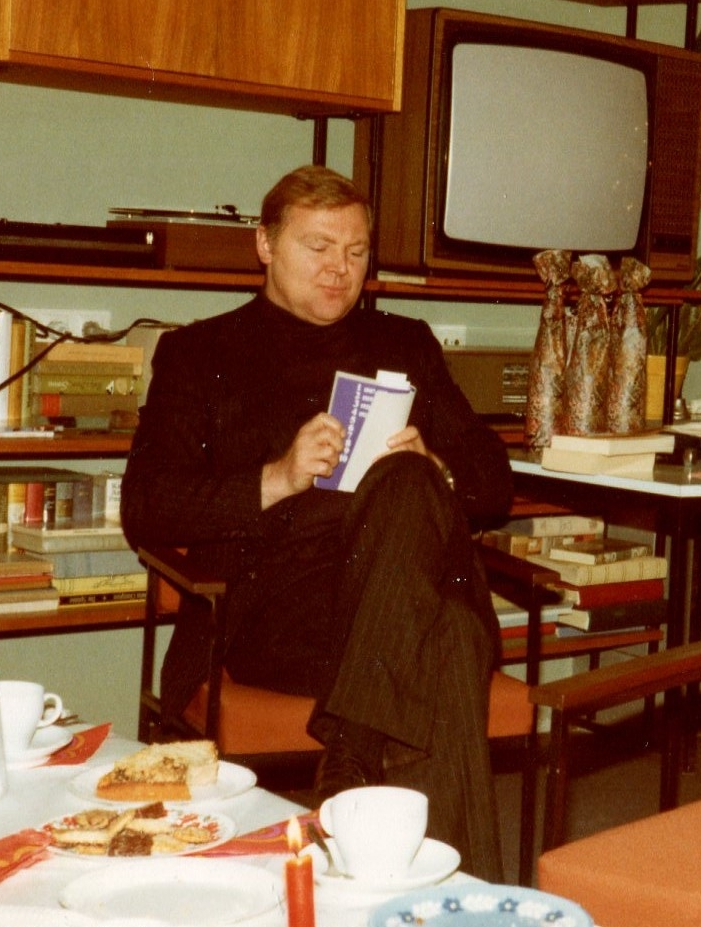
Edgar Hoppe liest Gedichte bei einer Weihnachtsfeier in einer Altentagesstätte in Hamburg

Edgar Hoppe (* 18. Dezember 1937 in Hannover) ist ein deutscher Schauspieler und Synchronsprecher.

## Leben
Nach dem Realschulabschluss wurde Hoppe von 1953 bis 1956 an der Hochschule für Musik und Theater Hannover zum Schauspieler ausgebildet. Er debütierte am Schauspielhaus Bochum im Nachwuchsstudio, an dessen Spielstätte er bis 1959 verblieb. Nach einem Engagement am Hessischen Staatstheater Wiesbaden arbeitete er von 1963 bis 1967 wieder am Schauspielhaus in Bochum. Es folgte eine Tätigkeit am Thalia Theater in Hamburg und danach ein langjähriges Engagement am dortigen Deutschen Schauspielhaus.
Abseits seiner Bühnentätigkeit wurde Hoppe ab den 1970er Jahren durch mehrere Fernsehrollen bekannt. Er war in vier Tatort-Folgen als Kriminalmeister Höffgen Assistent von Kommissar Trimmel (Walter Richter) und gastierte in dieser Rolle zudem in zwei Episoden mit Zollfahnder Kressin. Danach sah man Hoppe vor allem in Sketchen von Loriot (unter anderem als Anzugverkäufer in Herrenmoden und als Bettenverkäufer Hallmackenreuter in Bettenkauf) und in der Fernsehserie Großstadtrevier als Polizeiobermeister Dietmar Steiner. 
Der auch als Synchronsprecher tätige Hoppe war außerdem bis 2008 die Stimme von Hein Blöd aus den Käpt’n-Blaubär-Geschichten.

## Filmografie (Auswahl)
- 1963–1967: Fernfahrer
- 1970–1974: Tatort, Rolle: Kriminalmeister Höffgen
  - 1970: Taxi nach Leipzig
  - 1971: Kressin und der tote Mann im Fleet
  - 1971: Kressin stoppt den Nordexpress
  - 1971: Der Richter in Weiss
  - 1973: Platzverweis für Trimmel
  - 1974: Gift
- 1971: Jürgen Roland’s St. Pauli-Report
- 1972: Dem Täter auf der Spur – Ohne Kranz und Blumen
- 1972: Hoopers letzte Jagd
- 1972–1973: Butler Parker
- 1973: Die Powenzbande
- 1973: Hamburg Transit – Staffel 3, Folge 12 – Ein schöner Nachmittag
- 1976: Gesucht wird … – Staffel 1, Folge 5 – Bernhard Lippert
- 1976–1977: Loriot (Folgen I–V)
- 1977–2000: Tatort
  - 1977: Das stille Geschäft
  - 1982: Trimmel und Isolde
  - 1983: Blütenträume
  - 1986: Leiche im Keller
  - 2000: Rattenlinie
- 1980: St. Pauli-Landungsbrücken (Fernsehserie, eine Folge)
- 1984: Schwarz Rot Gold – Folge 4: Blauer Dunst (Rolle: Zollbeamter im Freihafen Hamburg)
- 1985: Hallo Oma (Fernsehserie)
- 1986–2003: Großstadtrevier (191 Folgen)
- 1987–1990: Der Landarzt (drei Folgen)
- 1987: Die Männer vom K3 (verschiedene Folgen)
- 1988: Der Krähenbaum
- 1991: Ein Heim für Tiere (Fernsehserie, eine Folge)
- 1991: Leonie Löwenherz (Folge 1 + 2, Doppelfolge)
- 1996: Adelheid und ihre Mörder (Fernsehserie, Ein Schritt zu viel)
- 2007: Da kommt Kalle (eine Folge)
- 2007: Eine stürmische Bescherung

## Hörspielrollen (Auswahl)
- Paul Temple und der Fall Alex (Hörspiel-Mehrteiler des WDR, 1968) – Polizeisergeant
- Der Herr der Ringe (Hörspiel des SWR und WDR, 1991/92) – Sam Gamdschie
- Die drei ??? (Folge 162: „… und der schreiende Nebel“) – Hank Tornby[2]